# Alekszandr Nyikolajevics Vinokurov
Alekszandr Nyikolajevics Vinokurov (oroszul: Александр Николаевич Винокуров; Beszkul falu (Petropavl mellett), 1973. szeptember 16. –) orosz nemzetiségű kazahsztáni profi országúti kerékpáros. A 2006-os Vuelta győztese, a 2003-as Tour de France-on 3. lett. A londoni olimpia aranyérmese a mezőnyversenyben. 2012-ben visszavonult a versenyzéstől. Jelenleg egykori csapata, az Astana Pro Team vezérigazgatója, menedzsere.

## Pályafutása
1998-tól 1999-ig a francia Casino csapat színeiben versenyzett. 2000-től 5 éven keresztül a német Team Telekom csapatot erősítette. 2000-ben az olimpián az utcai versenyben ezüstérmes lett Jan Ullrich mögött. 2001-ben megnyerte a Deutschland Tourt. 2003-ban megszerezte élete első szakaszgyőzelmét a Tour de France-on. Két évvel később megnyerte a Tour de France 11. szakaszát Curchevel és Briancon között, valamint az utolsó előtti szakaszon is győzött. Ebben az évben végül az ötödik lett az összetettben. 2006-ban három szakaszgyőzelmet ért el a Vueltán, az összetettben pedig az élen végzett. Ugyanebben az évben a világbajnokságon a harmadik helyen végzett. 2007-ben vérdoppingot találtak szervezetében, ezért kétéves eltiltást kapott, ő pedig december 7-én bejelentette visszavonulását. 2009. július 24-én bejelentette, hogy visszatér, részt vett a Vueltán, a versenyt azonban nem tudta befejezni. 2010-ben megnyerte a Tour de France 13. szakaszát. 2011-ben ugyanezen verseny 9. etapjában súlyos sérülést szenvedett. Ekkor ismét bejelentette visszavonulását, ám még ez év szeptemberében meggondolta magát. A 2012-es Tour de France-on részt vett, célja egy szakaszgyőzelem volt, de ez a sok próbálkozás ellenére nem sikerült. A londoni olimpián viszont meglepetésre megnyerte a mezőnyversenyt.

## Sikerei
- 2000: Olimpiai ezüstérem a kerékpárosok mezőnyversenyében
- 2001: Deutschland Tour-győzelem
- 2003: Tour de France: 3. hely, 1 szakaszgyőzelem, Tour de Suisse-győzelem, Amstel Gold Race-győzelem
- 2005: Tour de France: 5. hely, 2 szakaszgyőzelem, Liege-Bastogne-Liege-győzelem
- 2006: A Vuelta ciclista a España győztese
- 2010: Tour de France 1 szakaszgyőzelem
- 2012: Olimpiai bajnok (mezőnyverseny)